# Greven (Nadrenia Północna-Westfalia)
Greven – miasto w Niemczech, położone w kraju związkowym Nadrenia Północna-Westfalia, w rejencji Münster, w powiecie Steinfurt. W 2010 roku liczyło 36 044 mieszkańców.